# Pau Pontons i Blasco
Pau Pontons i Blasco (València, 1630 - València, 1691) va ser un pintor barroc valencià, deixeble de Pedro de Orrente.
De mare murciana potser emparentada amb Orrente, Pontons es mostra en la seva obra conservada, de to estrictament naturalista, proper també als models de Jeroni Jacint Espinosa, encara que amb una tècnica de pinzellada més solta com correspon a les dates més avançades.

## Obra conservada
- Pintures de l'altar major de l'arxiprestal de Santa Maria de Morella, amb la representació, històricament incorrecta, de Jaume I assistint a la primera missa després de la conquesta de Morella
- Moisès lliurant les taules de la llei a el poble israelita del Museu de Belles Arts de Múrcia.
- Imposició de l'hàbit a Sant Ramon Nonat, en el Museu de Belles Arts de València al Puig
- Diversos retrats dels reis de València de la Sala dels reis del Palau de la Generalitat Valenciana

## Obra desapareguda
- Quadres dedicats les vides de sant Pere Nolasc i sant Pere Pasqual, del claustre baix del convent de la Mercè de València
- Altres escenes mercedàries al convent del Puig